# Saint-Thomas-en-Argonne
Saint-Thomas-en-Argonne is een gemeente in het Franse departement Marne (regio Grand Est) en telt 43 inwoners (2009). De plaats maakt deel uit van het arrondissement Châlons-en-Champagne.

## Geografie
De oppervlakte van Saint-Thomas-en-Argonne bedraagt 4,4 km², de bevolkingsdichtheid is dus 9,8 inwoners per km².
De onderstaande kaart toont de ligging van Saint-Thomas-en-Argonne met de belangrijkste infrastructuur en aangrenzende gemeenten.

## Demografie
Onderstaande figuur toont het verloop van het inwonertal (bron: INSEE-tellingen).